# Ciarán von Saigir
Ciarán von Saigir (irisch Ciarán Saighre, auch bekannt als Ciarán mac Luaigne, lateinisch Kyaranus oder Ciaranus Maior, anglisiert Kieran; * um 516 auf Oileán Chléire; † um 549 im Kloster Saighir Chiaráin, heutiges County Offaly) ist ein irischer Heiliger aus dem 6. Jahrhundert. Er wird oft als einer der Zwölf Apostel von Irland bezeichnet und ist bekannt für seine Askese, Wundertaten und die Gründung von Klöstern.

## Leben und Wirken
Ciarán soll aus einer edlen Familie stammen und eine tiefe religiöse Berufung bereits in jungen Jahren verspürt haben. Im Alter von 30 Jahren begab er sich auf eine Pilgerreise nach Rom, wo er angeblich von Papst Coelestin I. zum Priester geweiht wurde. Nach seiner Rückkehr nach Irland gründete Ciarán das Kloster Saighir Chiaráin (anglisiert Seirkieran) im heutigen County Offaly. Dieses Kloster wurde zu einem Zentrum der geistlichen Ausbildung und des monastischen Lebens. Ciarán selbst lebte ein asketisches Leben und wurde für seine Strenge und Frömmigkeit bekannt. Er starb um das Jahr 549 n. Chr. in seinem Kloster in Saigir und wurde auf dem Gelände des Klosters bestattet.

## Wundertaten
Ciaráns Ruf als Heiliger wurde durch zahlreiche Wunder gestärkt, die ihm zugeschrieben wurden. Er soll Krankheiten geheilt, Wasser in Wein verwandelt und Tote wieder zum Leben erweckt haben. Auch sein Einfluss auf wilde Tiere und der Überwindung von Naturgewalten wird in den Schriften als Wunder gewertet. Er bekleidete sich zudem stets mit Fellen, seine ersten Schüler sollen Tiere im Wald gewesen sein. Innerhalb der zwölf Apostel Irlands wird ihm daher die Rolle als einem westlichen Johannes dem Täufer zugeschrieben, der Felle trägt und unter Tieren lebt.
Sein Gedenktag ist der 5. März. 
Literarische Quellen:
Das Leben und die Wundertaten von Ciarán von Saigir sind in verschiedenen mittelalterlichen irischen und lateinischen Texten dokumentiert, darunter die „Vita Sancti Ciarani“ und die „Betha Ciaráin“. Diese Quellen bieten Einblicke in seine spirituelle Bedeutung und sein Erbe.